# YUBA liga 1948
La YUBA liga 1948 è stata la 4ª edizione del massimo campionato jugoslavo di pallacanestro maschile. La vittoria finale è stata ad appannaggio della Stella Rossa.

## Regular season
|    | Squadra               | G | V | N | P | PF  | PS  | Pt. |
| -- | --------------------- | - | - | - | - | --- | --- | --- |
| 1. | Stella Rossa Belgrado | 5 | 4 | 0 | 1 | 229 | 145 | 10  |
| 2. | Proleter Zrenjanin    | 5 | 4 | 0 | 1 | 196 | 156 | 8   |
| 3. | Jedinstvo Zagabria    | 5 | 3 | 0 | 2 | 188 | 182 | 6   |
| 4. | Enotnost Lubiana      | 5 | 2 | 0 | 3 | 151 | 200 | 4   |
| 5. | Mladost Zagabria      | 5 | 1 | 0 | 4 | 142 | 163 | 2   |
| 6. | Metalac Belgrado      | 5 | 1 | 0 | 4 | 138 | 198 | 2   |

| YUBA liga 1948         |
| ---------------------- |
| Stella Rossa 3º titolo |

## Formazione vincitrice
| N° | Naz.                  | Ruolo | Sportivo               |  | Alt. |  |
| -- | --------------------- | ----- | ---------------------- |  | ---- |  |
|    | Jugoslavia (bandiera) |       | Nebojša Popović        |  |      |  |
|    | Jugoslavia (bandiera) |       | Aleksandar Gec         |  |      |  |
|    | Jugoslavia (bandiera) |       | Milorad Sokolović      |  |      |  |
|    | Jugoslavia (bandiera) |       | Srđan Kalember         |  |      |  |
|    | Jugoslavia (bandiera) |       | Milan Bjegojević       |  |      |  |
|    | Jugoslavia (bandiera) |       | Vasilije Stojković     |  |      |  |
|    | Jugoslavia (bandiera) |       | Dragan Godžić          |  |      |  |
|    | Jugoslavia (bandiera) |       | Ladislav Demšar        |  |      |  |
|    | Jugoslavia (bandiera) |       | Strahinja Alagić       |  |      |  |
|    | Jugoslavia (bandiera) |       | Borislav Stanković     |  |      |  |
|    | Jugoslavia (bandiera) |       | Aza Nikolić            |  |      |  |
|    | Jugoslavia (bandiera) |       | Milan Blagojević       |  |      |  |
|    | Jugoslavia (bandiera) |       | Hristofer Dimitrijević |  |      |  |
|    | Jugoslavia (bandiera) |       | Rade Jovanović         |  |      |  |
|    | Jugoslavia (bandiera) |       | Đorđe Lazić            |  |      |  |
|    | Jugoslavia (bandiera) | All.  | Nebojša Popović        |  |      |  |